# سنقر پاپوآیی
سنقر پاپوآیی (نام علمی: Circus spilothorax) پرندهٔ شکاری بومی گینه نو که وابسته به سردهٔ سنقر Circus است. این گونه به عنوان زیرگونهای از سنقر تالابی شرقی (Circus spilonotus) در شرق آسیا طبقه‌بندی شد.
در ارتفاعات مرکزی و دره سپیک یک شکل تیره وجود دارد. نرهای این شکل اکثراً سیاه با دم خاکستری و ماده‌ها عمدتاً قهوه‌ای تیره هستند.